# Terry Price
Terry Price (Rockhampton, 27 december 1960) is een golfprofessional  uit Australië. Hij heeft 175 toernooien op de Europese PGA Tour gespeeld en speelt sinds 2011 op de Europese Senior Tour.

## Professional
Terry Price werd in 1978 professional. Hij trouwde, ze kregen eerst een zoon (1990) en daarna een tweeling (gemengd, 1992). In 1994 kwam hij naar de Europese Tour. Hij werd dat jaar 24ste bij het Brits Open, maar aan het einde van 1996 verloor hij zijn kaart weer. Hij speelde enkele jaren alleen op de Australaziatische Tour maar kwam in 2003 weer naar Europa. In drie jaar speelde hij ruim 70 toernooien, waarbij hij in 2004 twee mooie resultaten haalde, hij werd 2de in het Algarve Open in Portugal en 3de in het Open de Madrid.
In 2005 brak hij zijn been. Er traden complicaties op waardoor hij tot eind 2007 geen toernooien meer kon spelen.

### Gewonnen
Austalaziatische Tour
- 1988: Queensland PGA
- 1990: Queensland PGA
- 1993: Queensland Open, Air New Zealand Shell Open
- 1995: Queensland Open
- 2002: Volvo Trucks Golf Classic, New South Wales Open
- 2004: Holden New Zealand Open (-9)

Elders
- 1988: Naturgas Open (Sweden)
- 1989: Papua New Guinea Masters
- 1992: Dunhill Malaysian Masters

Europese Senior Tour
- 2012: Pon Senior Open

### Teams
- World Cup: 1999